# Pumpskruvmejsel

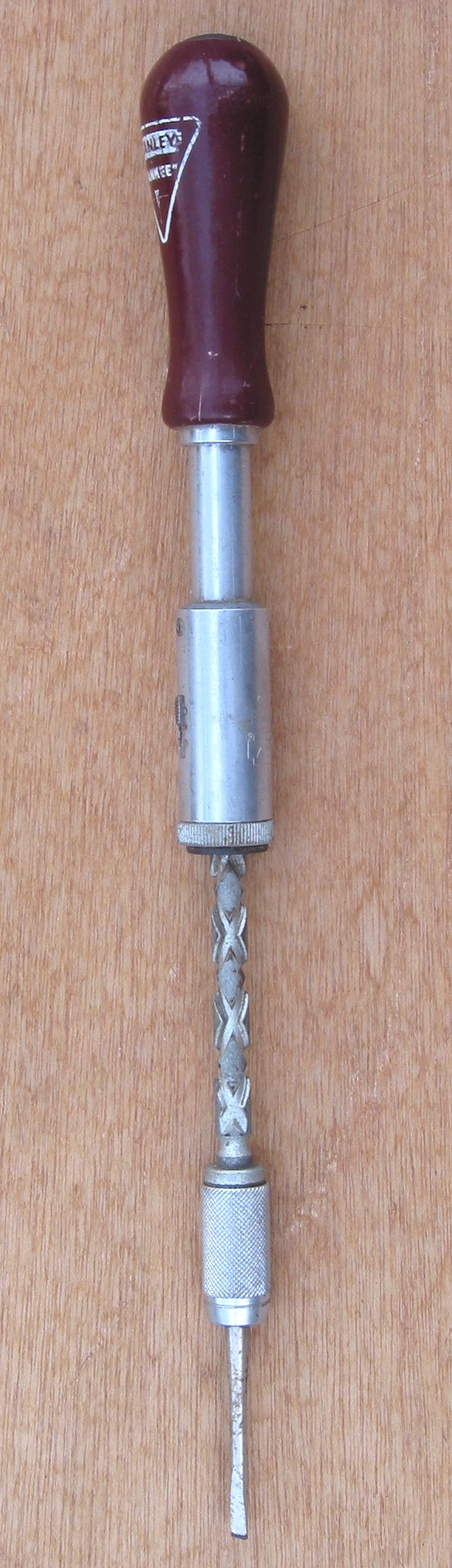
Stankley pumpskruvmejsel

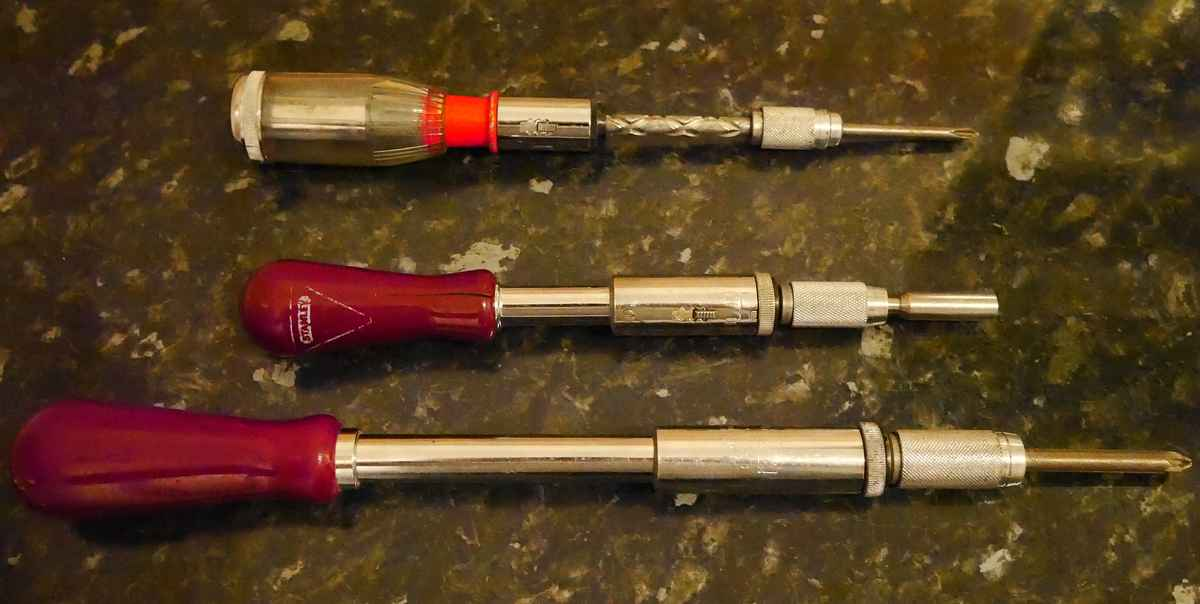
Stanley 130B, 135B och Handyman 233H

Pumpskruvmejsel, eller spiralskruvmejsel, ofta benämnd med det ursprungliga handelsnamnet Yankee-skruvmejsel är en skruvmejsel, där verktygets roterande rörelse åstadkoms genom att mejselhandtaget rör sig upp och ner i en pumpningsrörelse.
På grund av det speciella spiralspåret i handtaget omvandlas pumprörelsen till en vridrörelse. Skruvmejseln är utrustad med en spärrmekanism så att skruvmejseln alltid är fixerad i en riktning och spiralmekanismen kan gå fri i den andra riktningen. 
Mekanismen har ett skjutreglage med tre lägen med vilket rotationsriktningen kan ändras. När reglaget är i mittläget är spiralen låst, vilket innebär att skruvmejseln fungerar som en fast skruvmejsel. 
Skjutreglaget för pumpskruvmejseln gör att skruvmejsel fungerar på samma sätt som ett frihjul på en cykel. En spärrhake ser till att ett tandat hjul kan rotera endast i en riktning Skruvmejseln är utrustad med separata beslag som ofta kan förvaras i handtaget.
Efter introduktionen av elektriska skruvmaskiner har pumpskruvmejseln väsentligt minskat i användning.
Skruvmejseln lanserades av North Brothers Manufacturing Company i USA 1895. Företaget använde varumärket "Yankee".
Stanley Tools i USA köpte varumärkesrätten på 1940-talet av North Brothers. Omkring 2005 upphörde Stanley att tillverka pumpskruvmejslar i USA, medan tillverkningen fortsatte i Storbritannien till 2007.
Över åren har andra tillverkare tagit upp produktion av pumpskruvmejslar.